# Ulocymus gounellei
Ulocymus gounellei là một loài nhện trong họ Thomisidae.
Loài này thuộc chi Ulocymus. Ulocymus gounellei được Eugène Simon miêu tả năm 1886.